# Seriate
Seriate és un municipi italià a la província de Bèrgam (regió de Llombardia). L'any 2006 tenia 22.137 habitants.

## Personatges il·lustres
- Giuseppe Biava (1977), futbolista